# ホーチミン市法科大学
ホーチミン市法科大学（ホーチミンしほうかだいがく、ベトナム語：Trường Đại học Luật Thành phố Hồ Chí Minh（場大學律城庯胡志明）、
英語名：Ho Chi Minh City University of law）は、ベトナムホーチミン市にある国立大学。

## 沿革
- 1995年 ホーチミン市工業大学設立

## 概要
ホーチミン市法科大学は大学及び大学院レベルの法律学、政治学を教育する大学で、ベトナムで最初に海外の大学とロースクールプログラムを開設した。また、ベトナム政府の法律・公共政策についての諮問機関でもある。

### 学部
- 民法
- 刑法
- 公法、公共管理学
- 国際法
- 商法